# 1888 en Belgique
Chronologie de la Belgique
- 1884
- 1885
- 1886
- 1887
- 1888
- 1889
- 1890
- 1891
- 1892

Cette page recense des événements qui se sont produits durant l'année 1888 en Belgique.

## Événements
- 28 février : fondation à Bruxelles de la Société de propagande wallonne[1]. Son objectif est de lutter contre les revendications flamandes et de défendre la suprématie du français.
- 31 mai : loi « établissant la libération conditionnelle dans le système pénal »[2] (Loi Lejeune).

## Culture

### Architecture

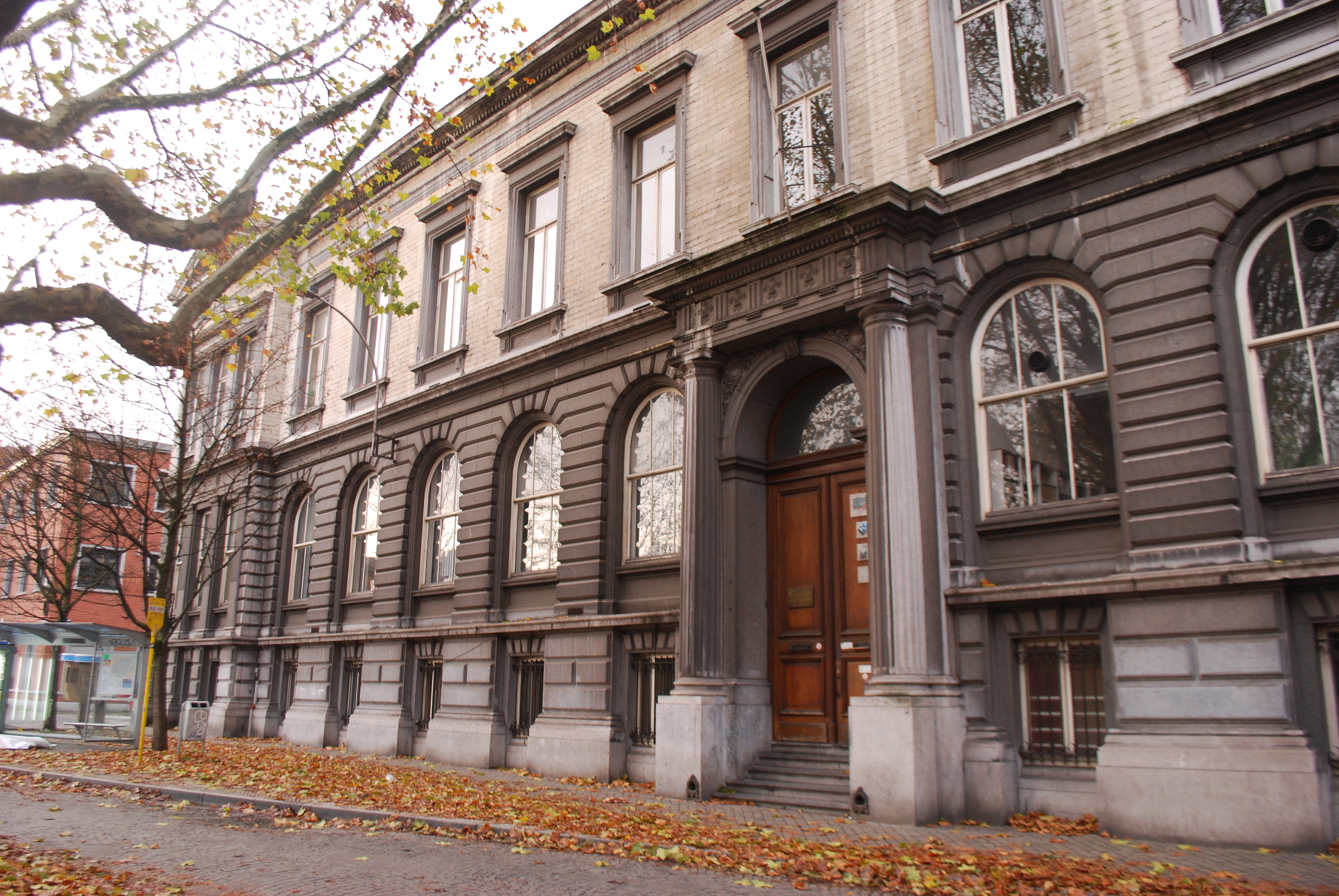
Institut de physiologie de Liège (style néoclassique, Lambert Noppius)
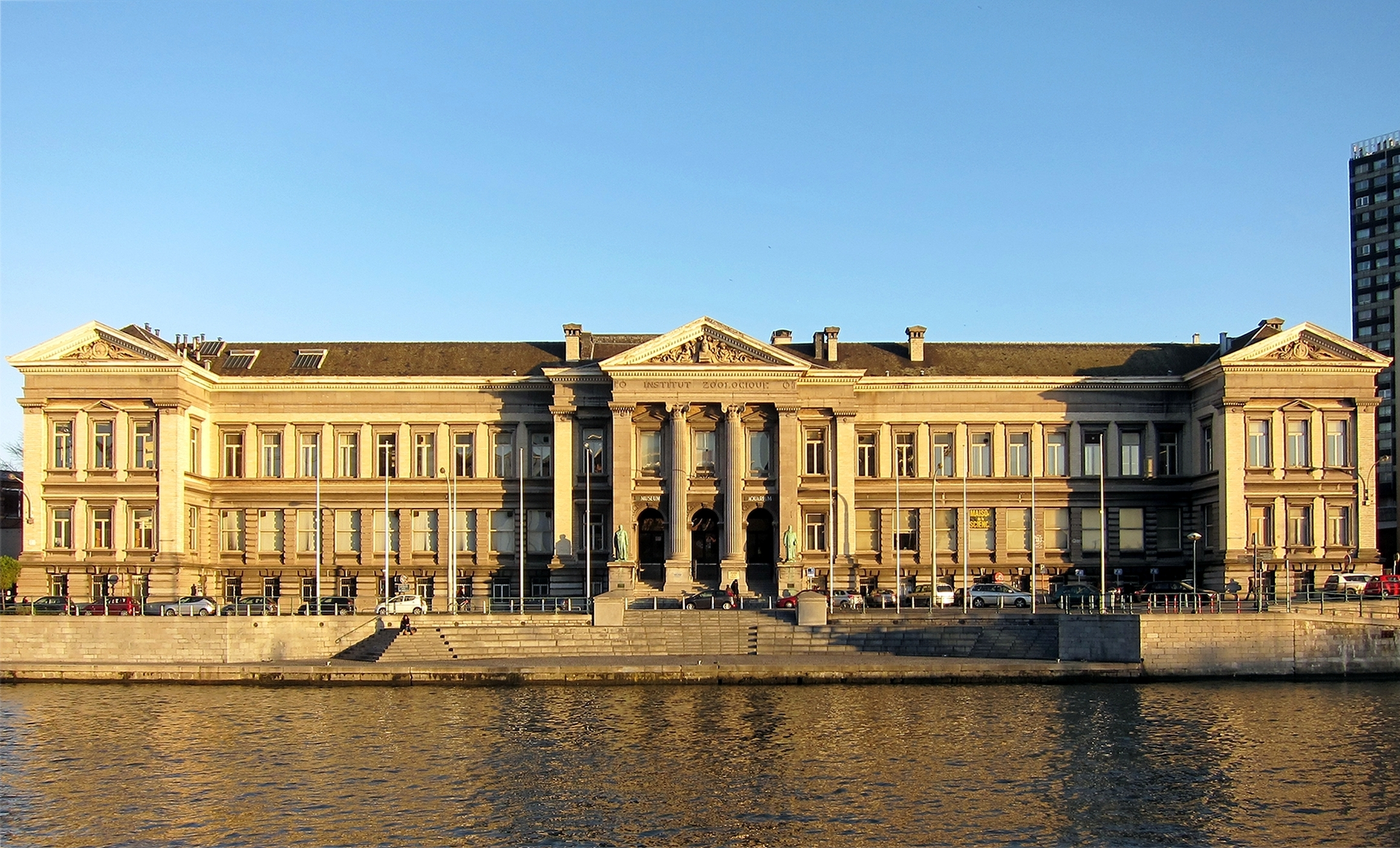
Institut de zoologie de Liège (style néoclassique, Lambert Noppius)

### Arts
- 4 février - 25 mars : ouverture à Bruxelles du cinquième Salon des XX[3].

### Littérature
- Anthologie des prosateurs belges (Lemonnier, Picard, Rodenbach et Verhaeren)[4].
- Hors du siècle, recueil d'Albert Giraud[5].
- La Nouvelle Carthage, roman de Georges Eekhoud[6].

### Musique
- Sonate pour violoncelle et piano en fa majeur de Guillaume Lekeu.

## Naissances
- 19 février : Hector Tiberghien, coureur cycliste  († 17 août 1951).
- 29 février : Fanny Heldy, chanteuse d'opéra († 13 décembre 1973).
- 19 mars: Léon Scieur, coureur cycliste († 7 octobre 1969).
- 14 juillet : Odile Defraye, coureur cycliste († 21 août 1965).
- 18 août : Auguste Buisseret, homme politique († 15 avril 1965).
- 16 octobre : Émile Masson, coureur cycliste († 25 octobre 1973).
- 31 octobre : Charles d'Aspremont Lynden, homme politique († 21 juin 1967).
- 2 décembre : Omer Verschoore, coureur cycliste († 6 juin 1932).

## Décès
- 30 mars : Édouard Jean Conrad Hamman, peintre, graveur et illustrateur (° 24 septembre 1819).
- 28 mai : Paul-Émile De Puydt, botaniste, économiste et écrivain (° 6 mars 1810).
- 16 juillet : Jules Halkin, sculpteur (° 23 octobre 1830).
- 20 juillet : Henri de Braekeleer, peintre (° 11 juin 1840).
- 15 août : Alexandre Jamar, éditeur, financier et homme politique (° 6 novembre 1821).
- 8 octobre : Jules d'Anethan, homme politique (° 23 avril 1803).